# Světlana Fedotkinová
Světlana Alexandrovna Fedotkinová (rusky Светлана Александровна Федоткина; * 22. července 1967 Krasnojarsk, Krasnojarský kraj, Ruská SFSR) je bývalá sovětská a ruská rychlobruslařka.
Na mezinárodních závodech se poprvé objevila v roce 1986, větších akcí se však zúčastnila až v roce 1993, kdy startovala na Mistrovství Evropy (14. místo) a na Mistrovství světa ve víceboji (20. místo). Na podzim 1993 debutovala ve Světovém poháru, startovala i na Zimních olympijských hrách 1994, kde na trati 1500 m vybojovala stříbrnou medaili, v závodě na 500 m dojela dvacátá a na distanci 1000 m skončila na jedenácté příčce. V sezóně 1994/1995 startovala pouze na ruských závodech, na mítincích Světového poháru se znovu objevila v sezóně 1995/1996. V lednu 1996 jí však za objevený doping byla zastavena činnost na dva roky. K závodění se vrátila v letech 2000 a 2001, kdy startovala pouze na ruských nebo kazašských závodech.